# Dello
Dello ist eine norditalienische Gemeinde (comune) mit 5656 Einwohnern (Stand 31. Dezember 2023) in der Provinz Brescia in der Lombardei. Die Gemeinde liegt etwa 17,5 Kilometer südwestlich von Brescia. Durch Dello fließt die Mella.

## Geschichte
Die Ortschaft war bis in das 11. Jahrhundert als Hello und bis zum 15. Jahrhundert als Ellum bekannt.

## Kunst und Kultur
Am 21. April 2002 widmete die Gemeinde der Opernsängerin Rosina Storchio ein Museum, das Museo Lirico „Rosina Storchio“, im Februar 2016 wurde das Museum in die Gemeinde Gazoldo degli Ippoliti in der Provinz Mantua übersiedelt.
Eine Straße in Dello ist auch nach der Opernsängerin benannt.

## Söhne und Töchter
- Domenico Sigalini (* 1942), römisch-katholischer Geistlicher und emeritierter Bischof von Palestrina